# Sabine Oberhauser
Pour les articles homonymes, voir Oberhauser.
Sabine Oberhauser, née le 30 août 1963 à Vienne et morte dans cette ville le 23 février 2017,, est une femme politique autrichienne membre du Parti social-démocrate d'Autriche (SPÖ).
Elle est ministre fédérale de la Santé du 1er septembre 2014 jusqu'à son décès.

## Biographie

### Formation et vie professionnelle
Ayant obtenu son doctorat de médecine à l'université de Vienne en 1987, elle suit deux formations en 1997, l'une de pédiatrie et l'autre de médecine générale. Elle enchaîne ensuite sur celle de directeur d'hôpital, qu'elle achève en 2002.

### Parcours politique
Elle est élue députée fédérale au Conseil national en 2006. Battue en 2008, elle siège tout de même avec la nomination de plusieurs députés au gouvernement fédéral. Elle est réélue en 2013.
Le 1er septembre 2014, à l'occasion d'un remaniement ministériel, Sabine Oberhauser est nommée ministre fédérale de la Santé dans le second gouvernement du chancelier social-démocrate Werner Faymann.
Un communiqué de presse de la chancellerie annonce le 23 février 2017 sa mort des conséquences d'un cancer de l'estomac. Huit jours auparavant, elle avait indiqué que le ministre fédéral des Affaires sociales Alois Stöger la remplaçait provisoirement, le temps de sa convalescence consécutive à une péritonite.